# Coquina (roca)

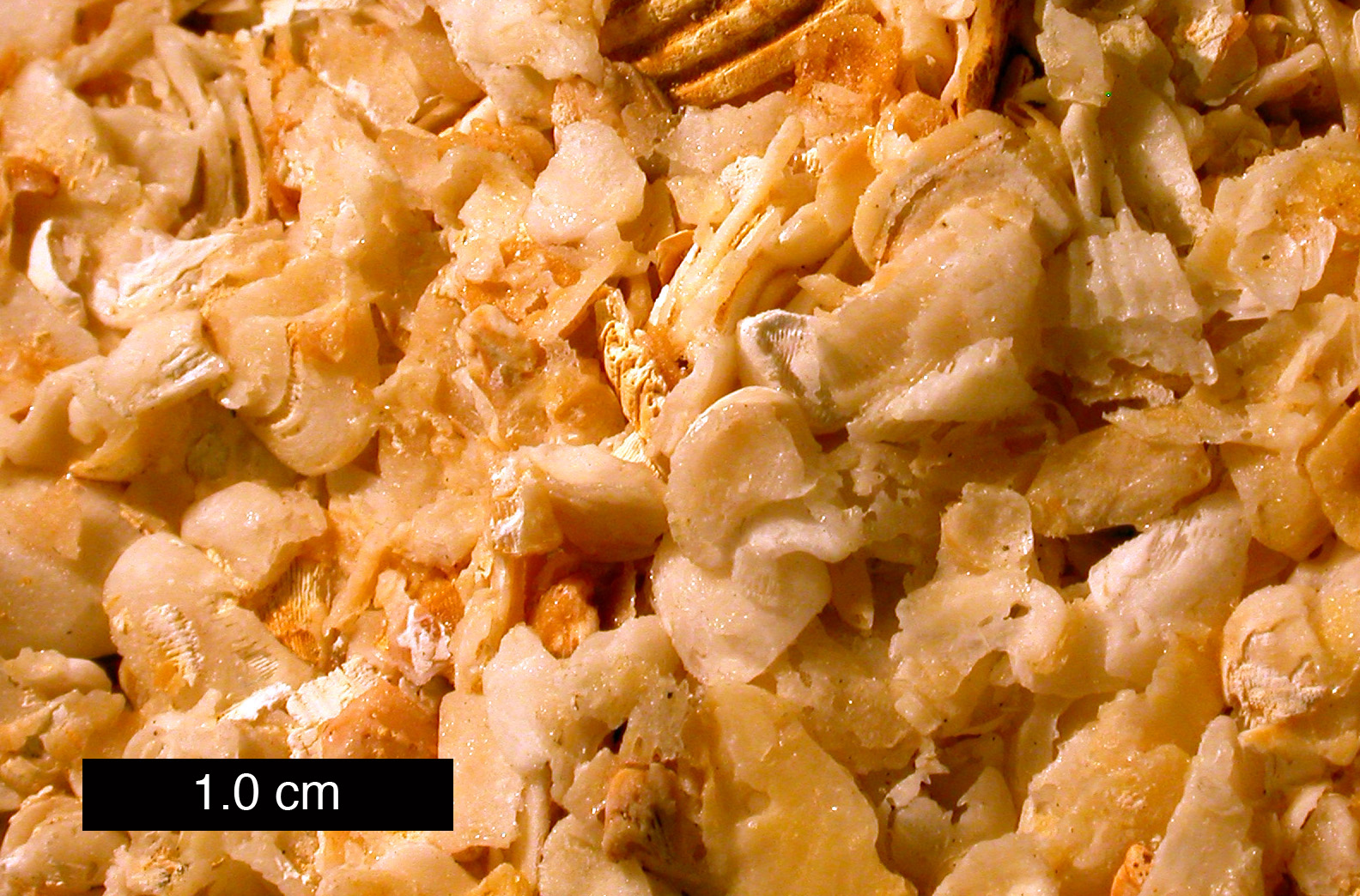
Coquina.

Una coquina es una roca sedimentaria de origen bioquímico perteneciente a las rocas carbonáticas, compuesta de agregados no consolidados, pobremente cementados, de conchas, esqueletos de corales y fragmentos de estos, que han sido fracturados mecánicamente por procesos naturales (p.ej.: acción de las olas del mar). El término es informal, pero útil en las descripciones de campo y muestras de mano.
La coquina corresponde a sedimentos compuestos principalmente por caparazones calcáreos de organismos marinos, con diferentes proporciones de materiales clásticos y diverso grado de compactación. Dependiendo del grado de cementación de la roca pueden tener una elevada porosidad.

## Usos
Como recurso constituye, normalmente, una fuente de carbonato cálcico (CaCO3) que se utiliza en la agricultura, la alimentación de aves de corral, en la metalurgia y en la fabricación de vidrio. Eventualmente, los grados de mayor pureza, en cuanto a color blanco, pueden ser utilizados como carga.
La coquina se usa actualmente en alimentación de aves de corral, elaboración de cal para fundición, fabricación de vidrio y elaboración de productos de PVC.

## Producción
La principal producción de coquina en Chile ha provenido históricamente de las regiones III y IV.